# Habenaria alpestris
Habenaria alpestris är en orkidéart som beskrevs av Célestin Alfred Cogniaux. Habenaria alpestris ingår i släktet Habenaria och familjen orkidéer. Inga underarter finns listade i Catalogue of Life.